# اولیویا اسکات ولچ
اولیویا اسکات ولچ (انگلیسی: Olivia Scott Welch) بازیگر اهل ایالات متحده آمریکا است. وی از سال ۲۰۰۹ میلادی تاکنون مشغول فعالیت بوده‌است.
از فیلم‌ها یا برنامه‌های تلویزیونی که وی در آن نقش داشته‌است می‌توان به خیابان ترس ۲، خیابان ترس بخش سوم: ۱۶۶۶ اشاره کرد.